# Leptocoma
Leptocoma là một chi chim trong họ Nectariniidae.